# Iapygiërs
De Iapygiërs (Grieks: Iapyges) waren een Indo-Europees volk, dat in de klassieke oudheid Apulië bewoonde. Ze woonden in de regio Iapygia en bestonden uit drie stammen: de Dauniërs, Peucetiërs en Messapiërs. Hun land werd door de Romeinse Republiek geannexeerd en ze werden uiteindelijk gelatiniseerd en opgenomen in de Romeinse cultuur.
De herkomst van de Iapygiërs is onbekend. Volgens de 19e-eeuwse Duitse historicus Theodor Mommsen waren de Iapygiërs ofwel de oudste immigranten of de historische autochtonen van Italië. Ze spraken de Messapische taal. De Messapiërs waren de meest zuidelijke stam van de Iapygiërs. 
De naam Iapyges komt van Griekse auteurs, die de herkomst van de stam in verband brachten met Daedalus' zoon Iapyx. Romeinse schrijvers noemden hen Apuli, Salentini (of Sallentini) en Calabri.